# Hey Bulldog
A Hey Bulldog a The Beatles együttes 1968-ban rögzített dala, ami az 1969-es Yellow Submarine albumon jelent meg. John Lennon írta, és Lennon–McCartney szerzemény. 
A dalt Lennon az United Artists megkérésére kezdte el írni a Sárga tengeralattjáró című rajzfilm betétdalaként. Eredeti címe még a demófelvételek idején a She can talk to me volt. A felvételkor már Hey Bullfrog volt a munkacím.
A dalt 1968. január 11-én rögzítették, a Lady Madonna klip forgatása alatt. Paul McCartney javasolta, hogy ha már egy munkanapot dolgoznak a stúdióban, akkor egy másik dalt is összedobhatnának. Ekkor a stúdióban jelen volt megfigyelőként Yoko Ono is. Tíz nekifutás után lett meg a zenei alap, amelyen Lennon egy James Bond filmek zenei motívumát idéző zongoraszólamot, George Harrison pedig egy energikus gitárszólót játszott fel. A dal végleges címét az az eset adta, mikor McCartney poénból ugartó hangokat adott ki, amin Lennon elnevette magát. A dal szövegében még egy változás történt: egy baki miatt a fiúk az eredeti "measured out in news" szöveget véletlenül "measure in you"-nak énekelték fel.
A dalhoz készült kisfilmet 1968. január 11-én délután rögzítették, a Lady Madonna felvételeit követően.
A dal a Sárga tengeralattjáró film amerikai változatában nem hangzik el, mert a producer, Al Brodax-nek nem tetszett és így is túl hosszúnak vélte a filmet.

## Közreműködött
Ian MacDonald állítása szerint:

### The Beatles
- John Lennon – duplázott ének, zongora, szólógitár
- Paul McCartney – vokál, basszusgitár
- George Harrison – gitár
- Ringo Starr – dob, csörgődob

## Fordítás
Ez a szócikk részben vagy egészben  a   Hey Bulldog című angol Wikipédia-szócikk fordításán alapul.  Az eredeti cikk szerkesztőit annak laptörténete sorolja fel. Ez a jelzés csupán a megfogalmazás eredetét és a szerzői jogokat jelzi, nem szolgál a cikkben szereplő információk forrásmegjelöléseként.

## Jegyzet
1. ↑  Hey Bulldog | The Beatles. www.thebeatles.com. (Hozzáférés: 2025. február 1.)
2. ↑  Joe: The Beatles Bible - Recording, mixing: Hey Bulldog (brit angol nyelven). The Beatles Bible, 1968. február 11. (Hozzáférés: 2025. február 1.)
3. ↑  info@thebits.hu, The Bits: Az egyik legalulértékeltebb Beatles dal: Hey Bulldog (magyar nyelven). The Bits Beatles emlékzenekar. (Hozzáférés: 2025. február 1.)
4. ↑  Marsi József. Beatles kódex, 105. o. (2022)
5. ↑  Hey Bulldog (brit angol nyelven). The Beatles Bible, 2008. március 15. (Hozzáférés: 2025. február 1.)
6. ↑  Bánosi György, Tihanyi Ernő. Beatles zenei kalauz, 39. o. (1999)
7. ↑  Marsi József. Beatles kódex, 246. o. (2022)
8. ↑  Ian MacDonald. A fejek forradalma, 343. o. (2015)